# Guaná
Pour les articles homonymes, voir Guana (homonymie).
Le guaná est une langue lengua-mascoy parlée dans les départements de Concepción et de Presidente Hayes au Paraguay, par 24 Guaná. 